# Deux cents chevaux dorés
Deux cents chevaux dorés est un roman de Georges Bordonove, publié en 1958 aux éditions Julliard et ayant reçu le prix des Libraires l'année suivante.

## Éditions
- Deux cents chevaux dorés, éditions Julliard, 1958.